# Guikuljaureh (Arjeplogs socken, Lappland)
Guikuljaureh är en sjö i Arjeplogs kommun i Lappland och ingår i Skellefteälvens huvudavrinningsområde. Sjön har en area på 0,457 kvadratkilometer och ligger 1 002,2 meter över havet.

## Delavrinningsområde
Guikuljaureh ingår i det delavrinningsområde (739543-150306) som SMHI kallar för Ovan VDRID = Dattarjåkkå i 738406-151024s vattend*. Medelhöjden är 958 meter över havet och ytan är 27,35 kvadratkilometer. Det finns inga avrinningsområden uppströms utan avrinningsområdet är högsta punkten. Vattendraget som avvattnar avrinningsområdet har biflödesordning 3, vilket innebär att vattnet flödar genom totalt 3 vattendrag innan det når havet efter 387 kilometer. Avrinningsområdet består mestadels av kalfjäll (96 procent). Avrinningsområdet har 1,05 kvadratkilometer vattenytor vilket ger det en sjöprocent på 3,8 procent.